# Bloc Notre Ukraine
Pour les articles homonymes, voir Notre Ukraine.
Le Bloc Notre Ukraine (abrégé en BNU) est une coalition électorale de partis ukrainiens. Elle est fondée en 2001 sous le nom de Bloc Viktor Yushenko « Notre Ukraine » (BVYNU), puis renommée en 2006 Bloc Notre Ukraine et en 2007 Bloc Notre Ukraine - Autodéfense populaire (BNU-NS).
Elle est associée au Premier ministre puis président pro-occidental Viktor Iouchtchenko. Le parti Notre Ukraine, qui a été créé en 2005 en son sein, existe toujours.
La coalition disparaît en 2012.

## Historique

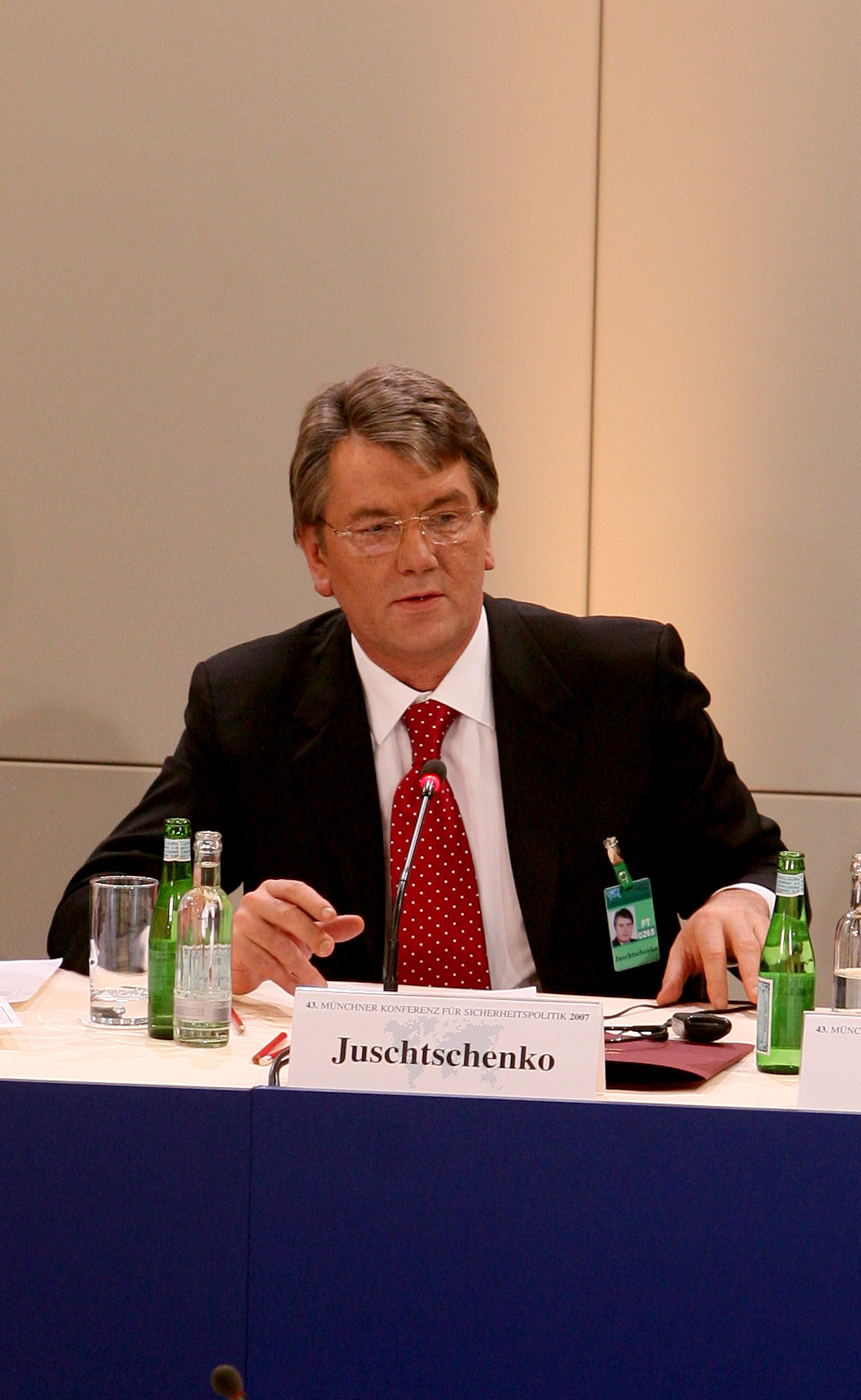
Viktor Iouchtchenko, dirigeant du Bloc Notre Ukraine.

La fondation officielle du groupe parlementaire date du 15 février 2002. Les dirigeants de ce groupe sont Viktor Iouchtchenko, Viktor Pynzenyk, Yuriy Kostenko, Borys Tarasuk, Petro Poroshenko et Mykola Martynenko.
C'est le principal groupe parlementaire de la IVe législature de la Rada avec 101 députés. Elle trouve son origine dans la coalition portant le même nom qui commença par soutenir Iouchtchenko en juillet 2001 à Hoverla. En janvier 2002, les dirigeants de dix partis de centre-droit signèrent un accord pour sa fondation. Ce sont :
- Parti social-démocrate ukrainien
- Congrès des nationalistes ukrainiens
- Parti libéral d'Ukraine
- Parti de la jeunesse d'Ukraine
- Mouvement populaire d'Ukraine
- Parti républicain chrétien
- Parti des réformes et de l'ordre
- Solidarité
- Parti populaire ukrainien
- Union démocrate-chrétienne

À la suite de la révolution orange, Viktor Iouchtchenko est élu président de l'Ukraine, le 26 décembre 2004, face au pro-russe Viktor Ianoukovytch. Le parti Union nationale « Notre Ukraine » est créé quelques mois plus tard.
En mars 2005, une scission a lieu et le groupe du Parti populaire ukrainien est créé avec pour président Youriy Kostenko.
Initialement fondée sous le nom Bloc Viktor Iouchtchenko « Notre Ukraine » (BVYNU), la coalition est renommée en 2006 « Bloc Notre Ukraine » (BNU).
En vue des élections législatives de 2007, la coalition devient le Bloc Notre Ukraine - Autodéfense populaire (Блок Наша Україна–Народна Самооборона, abrégé en BNU-NS). Le bloc réunit 14,15 % des voix, et compte 72 députés sur 450. Notre Ukraine fait dès lors partie de la coalition au pouvoir, avec le Bloc Ioulia Tymochenko et le bloc Volodymyr Lytvyn.
Au premier tour de l'élection présidentielle de 2010, le président Iouchtchenko, tenu pour responsable d'une forte vague de déception et de désillusion au sein de l'opinion publique, recueille seulement 5,45 % des voix au premier tour. Il ne donne pas de consigne de vote au second tour, qui voit la victoire de Viktor Ianoukovytch face à Ioulia Tymochenko.
Fin 2011, une loi interdit la participation des coalitions aux élections législatives. Cette mesure entraîne peu après la disparition du Bloc Notre Ukraine.

## Résultats électoraux

### Élections présidentielles
| Année | Candidat            | Premier tour | Premier tour | Premier tour | Second tour | Second tour | Second tour |
| Année | Candidat            | Voix         | %            | Rang         | Voix        | %           | Rang        |
| ----- | ------------------- | ------------ | ------------ | ------------ | ----------- | ----------- | ----------- |
| 2004  | Viktor Iouchtchenko | 11 188 675   | 39,90        | 1er          | 15 115 712  | 51,99       | 1er         |
| 2010  | Viktor Iouchtchenko | 1 341 539    | 5,45         | 5e           |             |             |             |

### Élections législatives
| Année | Dénomination                               | %     | Élus      | Rang | Gouvernement                                                              |
| ----- | ------------------------------------------ | ----- | --------- | ---- | ------------------------------------------------------------------------- |
| 2002  | Bloc Viktor Iouchtchenko « Notre Ukraine » | 23,57 | 112 / 450 | 1er  | Opposition (2002-2005), puis Tymochenko (2005) et Iekhanourov (2005-2006) |
| 2006  | Bloc Notre Ukraine                         | 13,96 | 81 / 450  | 3e   | Ianoukovytch II (2006), opposition (2006-2007)                            |
| 2007  | Bloc Notre Ukraine - Autodéfense populaire | 14,16 | 72 / 450  | 3e   | Tymochenko II (2007-2010), opposition (2010-2012)                         |

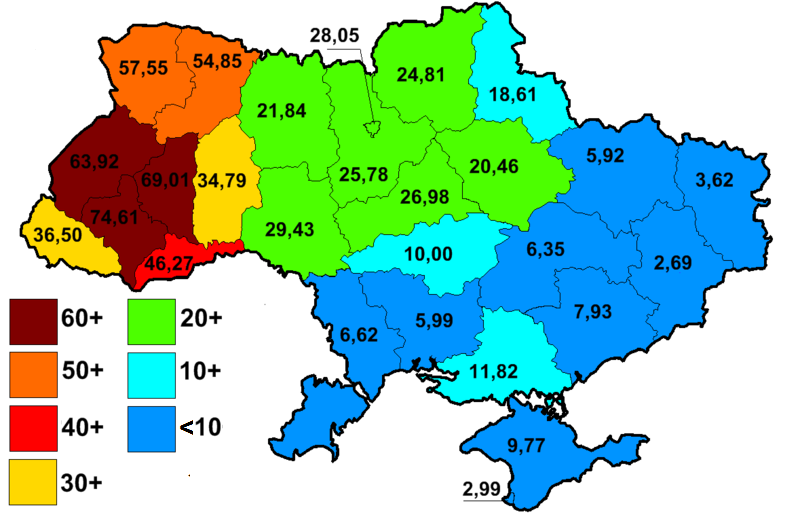
Résultats du BVYNU par oblast aux élections législatives de 2002.
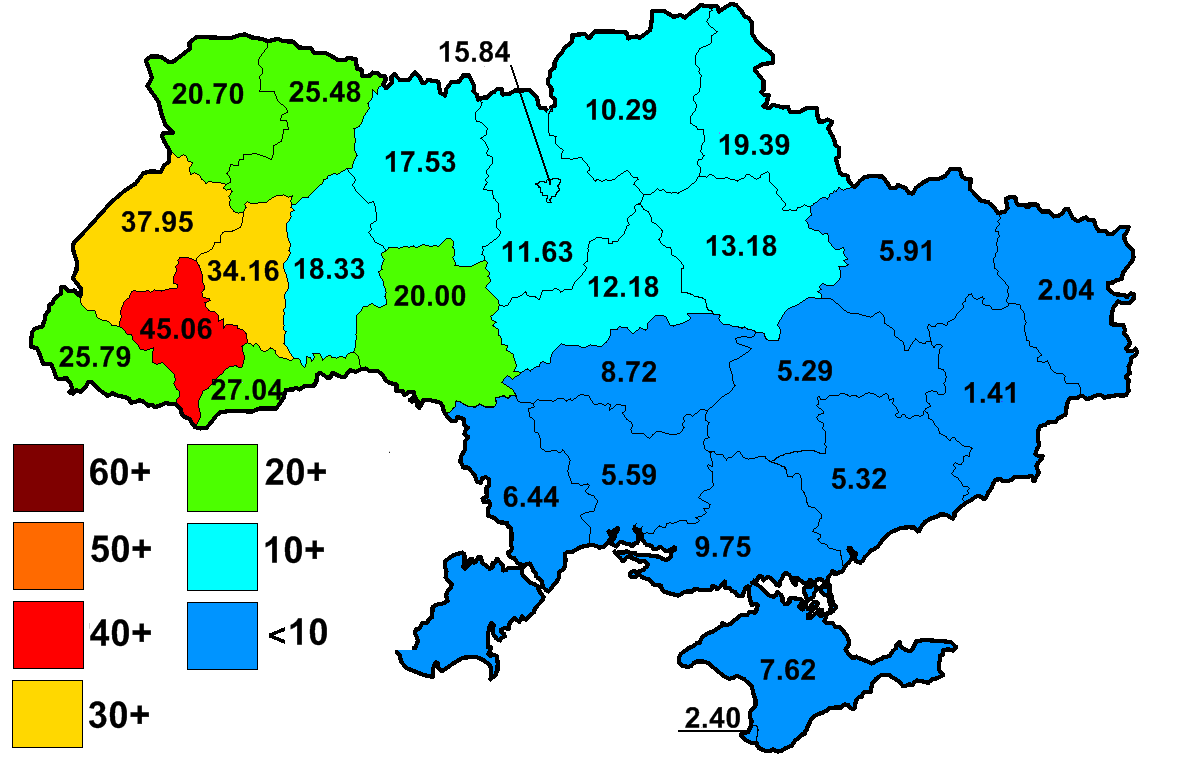
Résultats du BNU par oblast aux élections législatives de 2006.
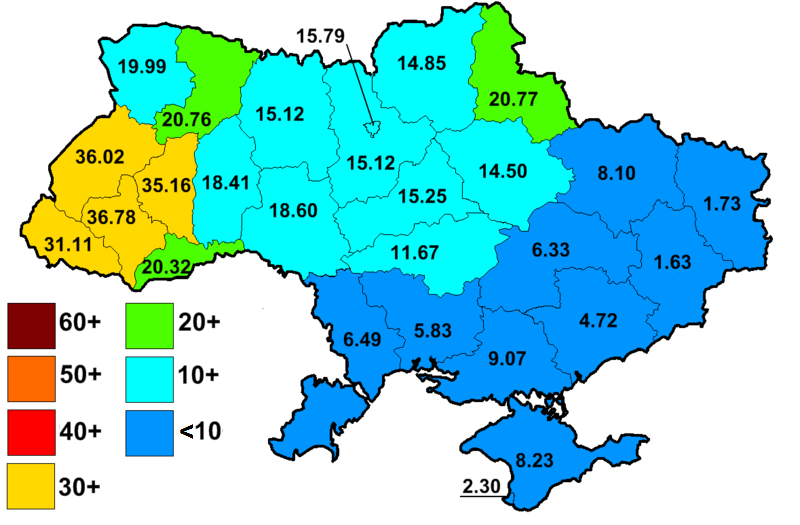
Résultats du BNU-NS par oblast aux élections législatives de 2007.